# 空间科学
空間科学，或稱太空科学、宇宙科学，與天文學密切相關。主要利用空间飞行器或遙感裝置来研究發生在宇宙空间的物理、天文、化学和生命活动等自然现象及其规律的科学。

## 研究领域
天文学
- 空间天文学
- 行星科学
- 銀河系天文學
- 星系天文學
- 物理宇宙学

航天
- 航天科学
- 微波遥感
- 太空地質學

相關的交叉學科領域
- 宇宙生物学
- 天体化学
- 宇宙化学
- 天體生物學
- 天体物理学

## 空间运输
- 火箭
- 航天器推进
- 火箭发射技术
- 行星航行
- 星际航行

## 参看
- 外层空间
- 天文学
- 地球科学
- 物理学
- 航空科学和技术